# Publirreportaje

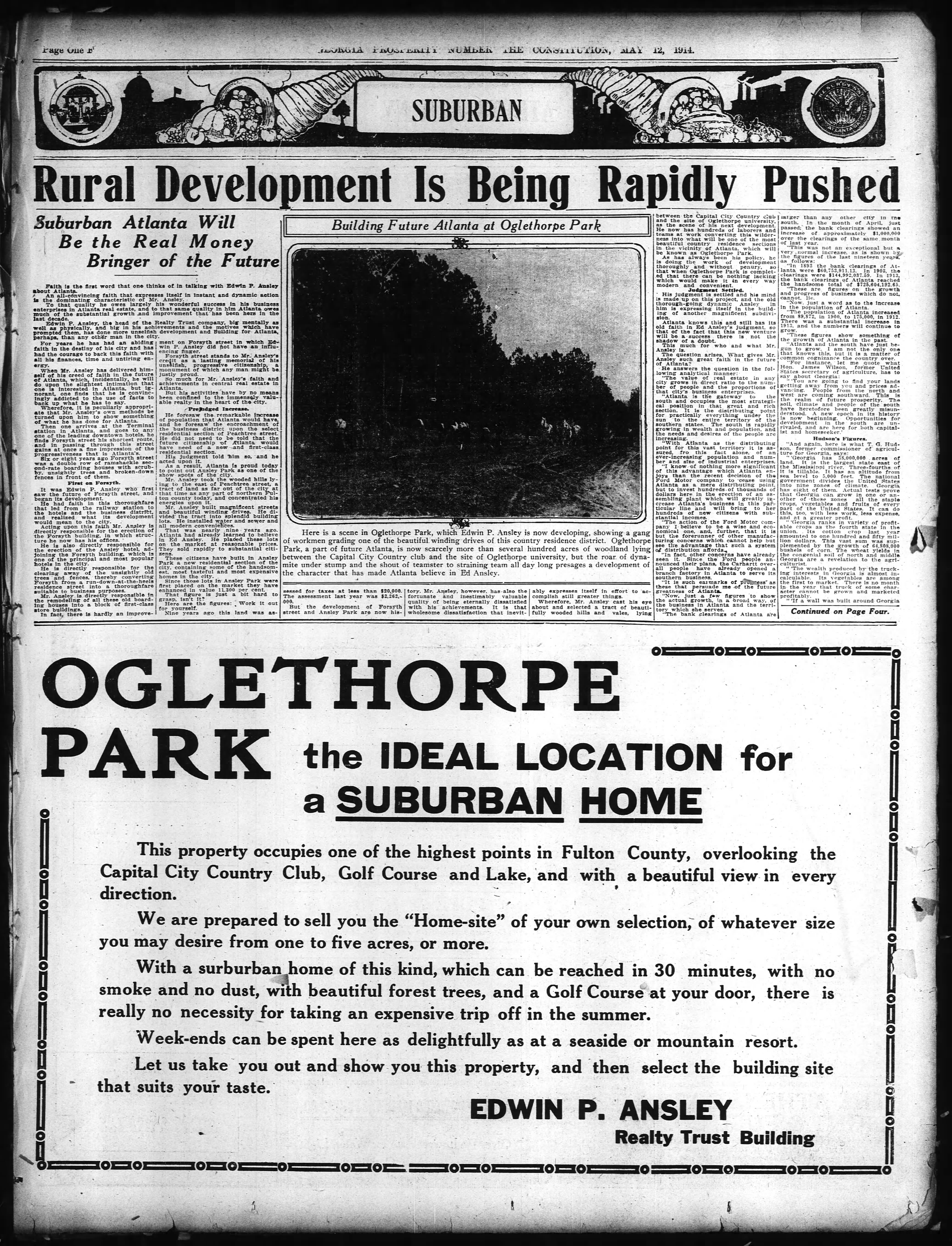
Publirreportaje y anuncio en Atlanta Constitution, 12 de mayo de 1914, en el que se ofrecen a la venta parcelas del parque Oglethorpe, hoy parte de Brookhaven.

El publirreportaje, también llamado publinota, infomercial o advertorial en inglés, es una pieza publicitaria que presenta el mensaje del anunciante desde un punto de vista editorial, en el que se pretende dar la apariencia de primar la noticia por encima de cualquier otro interés, ya sea comercial, corporativo o político.
Su diseño puede adaptarse para parecer una página editorial más del medio en el que se inserta, pero debe indicar claramente que se trata de un espacio pagado para no engañar al público. 
Se distinguen las siguientes variedades: 
- El microespacio: es el que utiliza la radio o la televisión como soporte.
- El blogadvertorial: es el que utiliza un blog como soporte.